# Caspar Posner
Caspar Posner auch: Poßner, Possner (* 11. Mai 1626 in Gera; † 1. März 1700 in Jena) war ein deutscher Physiker und Mediziner.

## Leben
Posner war Sohn des gräflich reußisch-plauischen Amtmanns und Rentverwalters Corbinian Posner und dessen Frau Katharina Alberti (begr. 10. August 1633 in Gera), Tochter des gräflich reußisch-plauischen Schössers und Amtmanns in Lobenstein und Schleiz Johann Albert. Nach anfänglicher Ausbildung durch Privatlehrer besuchte er das Rutheneum in Gera, welches damals unter der Leitung des Rektors Gottfried Lindemuth (* 23. September 1609 in Eisleben; † 15. Januar 1645 in Gera) stand. Nachdem er diese Bildungseinrichtung verlassen hatte, begann er 1645 ein Studium der philosophischen und medizinischen Wissenschaften an der Universität Jena. Hier wurden zunächst Daniel Stahl und Johann Zeisold seine prägenden Lehrer. Auch besuchte er zwischenzeitlich Vorlesungen an der Universität Wittenberg. In Jena erwarb er am 10. August 1648 den akademischen Grad eines Magisters der philosophischen Wissenschaften und konzentrierte sich danach auf ein Studium der Medizinischen Wissenschaften.
Hier wurden vor allem Werner Rolfinck, Gottfried Möbius und Christoph Schelhammer seine führenden Lehrer. Daneben beteiligte er sich auch am Vorlesebetrieb der Jenaer Hochschule. Nachdem man Posner an der Universität Rinteln eine Professur der Medizin und Physik angeboten hatte, versuchte man ihn in Jena zu halten. So erhielt er 1652 die außerordentliche Professur der Physik, welche 1656 in eine ordentliche Professur überging. Posner unternahm Versuche auf dem Gebiet der Mechanik und Wärmelehre, wobei er auf Werke von Robert Boyle zurückgriff. Sein Werkschaffen umfasst auch medizinische Arbeiten. So hatte sich im Wintersemester 1669 das Lizentiat der Medizin erworben und beteiligte sich auch an den organisatorischen Aufgaben der Jenaer Salana. Er war mehrfach Dekan der philosophischen Fakultät und im Sommersemester 1659, 1677 sowie 1697 Rektor der Alma Mater.
Posner war zwei Mal verheiratet.
Seine erste Ehe schloss er etwa 1656 mit Anna Magdalena Francke (* Gera; begr. 8. Juli 1666 in Jena), der Tochter des reußisch-plauischen Hofapothekers und Ratsherrn in Gera David Francke und dessen Frau Anna Justina NN. Aus der Ehe kennt man den Sohn Johann Kaspar Posner (* 5. Mai 1657 in Jena; † 29. Juli 1657 ebd.), die Tochter Anna Justina Posner (* 1662 in Jena; begr. 16. März 1662 ebd.) und Magdalena Sophia Posner (* 31. Mai 1663 in Jena; † 3. Februar 1687 in Pforta), welche sich am  22. November 1686 in Jena mit dem Lehrer in Schulpforta Johann Heinrich Kromayer (* ± 1655 Oberweimar; † 5. September 1720 in Memleben) verheiratete.
Seine zweite Ehe ging er im August 1667 mit Catharina Dorothea Zopf (* 8. Februar 1644 in Gera; † 19. März 1697 in Jena) ein, der Tochter des Superintendenten in Gera Johann Caspar Zopf (* 16. Oktober 1609 in Lobenstein; † 16. Februar 1682 in Gera) und dessen erster Frau Susanna Richter (* 10. Juli 1625 in Gera; † 12. Dezember 1667 ebd.). Von den Kindern dieser Ehe kennt man den Juristen Friedemann Posner (* 22. Januar 1672 in Jena; † 15. April 1731 in Arnstadt), den Physiker und Rhetoriker Johann Caspar Posner (* 31. Dezember 1670 in Jena; † 23. Oktober 1718 ebd.) sowie die Tochter Catharina Susanna Posner (* 3. Juli 1669 in Jena; † 2. März 1714), welche sich am 27. Februar 1693 mit Johann Franz Buddeus verheiratete.

## Werke (Auswahl)
- De monstris: Disputatio Physica. II. Jena 1652 (books.google.de).
- Caji Jul. Caesaris Politica. Jena 1655 (books.google.de).
- Caji Jul. Caesaris interitus historice ac politice delineatus. Jena 1655 (books.google.de).
- Disputatio metaphysica de potentia absoluta ac ordinata,secundum sententiam Thomae ac Scoti. Jena 1656 (books.google.de).
- Dodecas Qvaestionum Controversarum Circa Doctrinam De Matrimonio. Jena 1657 (books.google.de).
- Disp. physica de morte. Jena 1659
- Ferculum academicum de alimenti vera et viva indole atque ingenio. Jena 1659
- Dan. Stalii notae et animadversiones in Compendium Dialecticae Cour. Hornaei cura Casp. Posneri. Jena 1660
- Diss. de Coralio, Balsamo et Saccharo. Jena 1661
- Disp. phys. de singularibus, ac mirandis quibusdam, quae morte Christi in natura acciderunt, utrum a natura fuerint. Jena 1661
- De Virunculis Metallicis. Jena 1662 (books.google.de).
- Disputtatio Philosophica de Loco. Jena 1662 (books.google.de).
- Disp. de Coelo Empyraeo. Jena 1663
- Exercitium acad. de subditis seu parentibus. Jena 1663 (books.google.de).
- Disputatio Physica de principatu partium in corpore animalium. Jena 1663 (books.google.de).
- De sudore Christi sanguineo, utrum naturalis fuerit? Jena 1665 (books.google.de).
- Disp. de Chylo in corporibus hominum. Jena 1666
- Disp. phys. de ordine patrium in compositione ac formatione coporis animalium. Jena 1668
- Disp. de Circulo s. Circulari probatione. Jena 1670
- Disp. phys. de pluvia sanguinaria. Jena 1670 (books.google.de).
- Disp. de respiratione, oumprimis ut in hominibus habet. Jena 1671
- Disp. de sudore Christi sanguineo ...
- Disp. phys. de principiis generationis atque nativitatis frumanae. Jena 1672
- Diatribe de longaevitate hominum. Jena 1673 (books.google.de).
- Disp de nutritione. Jena 1676 (books.google.de).
- Disp. de sensibus fallacibus. Jena 1676
- Disp. physica de foetuum in uteris vita. Jena 1676 (books.google.de).
- Disp. de manna. Jena 1677 (books.google.de).
- Dissertationes de ignium generatione. Jena 1678
- Eilfertiges doch unvorgreiffliches Bedencken über neuliche den 5. Decemb. dieses 1682. Jahres in der Lufft an vielen Orthen Teutschlandes vermerckte feurige Erscheinung. Jena 1682
- Diss. phys. de animae adcessu in generatione hominis, quando hic fiat cumprimis secundum sententiam Aristotelis. Jena 1688 (books.google.de).
- Dissertatio Physica de Palingenesia, sive Reditu Corruptorum, & speciatim. Jena 1688 (books.google.de).
- Dissertatio Philosophica De Memoriae Adminiculis. Jena 1689 (books.google.de).
- Disp. phys. de tempore, an et quid sit? Jena 1692 (books.google.de).
- Geneantropologia, sive generat. humani descriptio, succinctis tabulis adornata. Jena 1692 (books.google.de).
- Diss. phys. de viventibus mobilibus a seipsis, secundam sententiam Aristtelis aliorumque Veterum & contra modernam Scholam Cartesianam. Jena 1697 (books.google.de).
- Johann Caspar Posner (Hrsg.): Physiologia concept et nativitatis Christi. Jena 1702.